# Прока Василь Юхимович
Василь Юхимович Прока (нар. 7 квітня 1937, Будешть — пом. 24 квітня 1982, Кишинів) — молдовський радянський географ, кандидат географічних наук з 1970 року. Лауреат Державної премії Молдавської РСР в галузі науки і техніки за 1981 рік.

## Біографія
Народився 7 квітня 1937 року в селі Будештах (нині підпорядковане місту Кишиневу, Молдова). 1960 року закінчив Тираспольський педагогічний інститут. З 1963 року — науковий співробітник, а з 1971 року — завідувач Відділом географії Академії наук Молдавської РСР. Член КПРС з 1964 року. З 1978 року — керівник, головний редактор і співавтор праць із комплексного картографування Молдавської РСР. Помер у Кишиневі 24 квітня 1982 року

## Наукова діяльність
Вивчав коливання гідрометеологічного режиму і виявив ритми природних процесів і явищ у ландшафтах пвіденно-західної частини Руської рівнини. Запропонував наукову ідею оптимізації взаємодій суспільства з природою шляхом формування природно-господарської структури території. Вивчав морфологічну структуру та екологію ландшафтів, використовуючи дистаційні методи досліджень. Розробив серію навчальних карт. Автор понад 200 наукових праць, зокрема:
- Морфологическая структура ландшафтов и землеустроительное проектирование (Кишинів, 1976);
- Географическое районирование и территориальная организация хозяйства Молдавской ССР (Кишинів, 1977);
- Ландшафтное картографирование земель для целей мелиоративного строительства (Кишинів, 1978; співавтори Р. І. Войну, В. Е. Моток);

Був членом Головної редакції Молдавської радянської енциклопедії. Автор статей до енциклопедії «Радянська Молдавія» (Кишинів, 1982).